# Солаков, Ангел
Ангел Иванов Солаков (болг. Ангел Иванов Солаков; 1922, София — 1998, София) — болгарский коммунистический политик, в 1965—1968 председатель Комитета государственной безопасности, в 1968—1971 министр внутренних дел НРБ. Спортивный функционер, заместитель председателя Олимпийского комитета Болгарии. Обвинялся в футбольных аферах.

## Политическая карьера
Родился 20 июля 1922 в Софии. В 16-летнем возрасте вступил в Рабочий молодёжный союз, с 1941 член Болгарской коммунистической партии. Руководил боевой группой в Софии, в 1942 был приговорён к 15 годам тюрьмы. Освобождён в 1944 после освобождения страны от немецко-фашистских войск.
В 1951—1958 — секретарь болгарского комсомола. В 1958—1960 — секретарь софийского горкома БКП.
С 1960 — руководитель Комитета государственной безопасности (ДС). В 1962 кооптирован в ЦК БКП и назначен первым заместителем министра внутренних дел.
Во главе госбезопасности весной 1965 курировал подавление попытки государственного переворота. Лично допрашивал арестованного генерала Цвятко Анева.
В декабре 1968 возглавил объединённое министерство внутренних дел и государственной безопасности. В 1969—1971 — министр внутренних дел НРБ. Имел воинское звание генерал-полковника.

## Отстранение от руководства
По мнению некоторых источников, с начала 1970-х Тодор Живков резко изменил к худшему своё отношение к Солакову, поскольку опасался сосредоточения власти в руках председателя ДС. Особые опасения вызывала возможная слежка ДС за партийными руководителями. Кроме того, в рядах госбезопасности Живков поддерживал своего давнего соратника Мирчо Спасова, к которому Солаков относился крайне негативно.
Поводом к снятию с должностей послужила глубокая вовлечённость генерала Солакова в футбольные конфликты. Он демонстративно отдавал предпочтение ФК Левски-Спартак. Утверждается, что по его личному приказу ДС прослушивал телефонные переговоры тренера болгарском ЦСКА Манола Манолова для передачи в распоряжение «Левски» информации о намерениях соперников. Солакову приписывается создание в поддержку «Левски-Спартак» хулиганствующих фанатских групп. Имеются публикации, утверждающие, что органы госбезопасности фактически начинали манипулировать итогами футбольных соревнований. Появление Солакова на стадионах стало вызывать резко негативную реакцию болельщиков ЦСКА и других команд, противостоявших «Левски-Спартак».
Другой повод состоял в трениях Солакова с советскими коллегами. Как историк, он заявлял в таких контактах, что в русско-турецкой и Второй мировой войнах болгарский народ освободился прежде всего своими силами, тогда как поддержка Российской империи и Советского Союза играла второстепенную роль. Наиболее заметная коллизия такого рода произошла при обмене тостами с генералом Цвигуном в 1969.
13 июля 1971 был основным организатором похорон погибших в автокатастрофе болгарских футболистов Георгия Аспарухова и Николы Коткова (в траурной процессии шли 150 тысяч человек). Это отвлекло болгар от траура по погибшим советским космонавтам Георгию Добровольскому, Владиславу Волкову и Виктору Пацаеву.

Столько людей не было на похоронах Георгия Димитрова!

Тодор Живков

Наконец, руководство КГБ СССР было крайне недовольно саботажем расследования экономической деятельности полковника ДС Георгия Найденова (речь шла о крупномасштабных операциях рыночного характера).
На специально созванном в июле 1971 заседании политбюро ЦК БКП Живков предъявил Солакову вышеперечисленные обвинения, а также тайные контакты в парторганизациях с целью укрепления собственных позиций в ЦК и наблюдение за представителями партийного руководства.

Мне кажется, он слушает если не всех, то, по крайней мере, некоторых из нас… Я считаю, это маньяк, который вообразил, будто может формировать политику партии. А может, он антисоветский элемент.

Тодор Живков

Генерального секретаря активно поддержали Мирчо Спасов и Григор Шопов — оба последовательно занимали пост председателя ДС, с которого был снят Солаков.
В поддержку Солакова осторожно высказался только секретарь ЦК Иван Прымов (инициатор расстрела забастовщиков в Пловдиве 4 мая 1953). Сам Солаков выступал с самокритикой и подчёркивал свою преданность Живкову.

## Спортивный чиновник. Публикации
Потеряв министерский пост и членство в ЦК БКП, до 1990 оставался заместителем председателя болгарского Олимпийского комитета. В 1983 стал председателем Федерации гребли, выезжал в Финляндию для наблюдения за соревнованиями. Являлся составителем нескольких сборников по физкультуре и спорту в НРБ, а также о «духовном наследии Пьера де Кубертена».
В 1993 опубликовал воспоминания Председателят на КДС разказва... о своей деятельности во главе госбезопасности НРБ.

## Личная жизнь
Был дважды женат. С первой женой Цветаной он сочетался в 1944, будучи секретарём райкома РМС. Дочь Солаковых Иванка скончалась в 40-летнем возрасте.
В 1970 развёлся с первой супругой и вступил в брак со второй женой Розой, врачом-реабилитатором и массажисткой правительственной больницы, обслуживавшей членов политбюро ЦК БКП.
Наиболее тесные, хотя неровные личные отношения поддерживал с людьми из мира спорта и отчасти культуры. Близко общался с борцом Бояном Радевым. Утверждается, что известный режиссёр Хачо Бояджиев был завербован ДС и курировался Солаковым.